# Сан Пјетро (Ређо ди Калабрија)
Сан Пјетро је насеље у Италији у округу Ређо ди Калабрија, региону Калабрија.
Према процени из 2011. у насељу је живело 430 становника. Насеље се налази на надморској висини од 143 м.